# Cyrtopogon longimanus
Cyrtopogon longimanus là một loài ruồi trong họ Asilidae. Cyrtopogon longimanus được Loew miêu tả năm 1874. Loài này phân bố ở vùng Tân Bắc giới.